# Якоб Карл фон Ингелхайм
Якоб Карл фон Ингелхайм (на немски: Jakob Karl von Ingelheim; † 29 декември 1516) е благородник от древния рицарски род Ингелхайм на река Рейн в Рейнланд-Пфалц.
Той е син на Йохан фон Ингелхайм († 30 март 1480) и съпругата му Лиза Волф фон Спанхайм († 1480), дъщеря на Адам Волф фон Спанхайм († сл. 1442) и Ирмгард фон Левенщайн-Рандек. Внук е на Филип III фон Ингелхайм († 1431). Брат е на Йохан фон Ингелхайм († 21 февруари 1517), рицар и дворцов майстер в Курпфалц, и на Елизабет, омъжена за Еберхард Фетцер фон Гайшпитцхайм († 1519).
През 1680 г. император Леополд I издига фамилията на имперски фрайхер и през 1737 г. император Карл VI на имперски граф.

## Фамилия
Якоб Карл фон Ингелхайм се жени за Доротея Брендел фон Хомбург († 8 август 1530), дъщеря на Еберхард Брендел фон Хомбург († сл. 1519) и Агнес Рьодер фон Рьодек († ок. 1530). Те имат един син:
- Йохан фон Ингелхеим († май 1543), женен 1523 г. за Елизабет фон Райфенберг, дъщеря на Марсилиус фон Райфенберг, „байлиф“ на Вилмар, Хадамар, Хоенщайн и Диц (* ок. 1467; † 23 април 1538/19 август 1555) и Маргарета фон Щафел († сл. 1524). Те имат две деца:
  - Магдалена фон Ингелхайм († сл. 1587), омъжена 1548 г. за Мелхиор фон дер Лайен († ок. 1560); имат шест сина (5 духовници) и една дъщеря
  - Марселиус фон Ингелхайм († 1583), женен 1549 г. за Амалия фон Флекенщайн († 1594); имат един син